# 奇美跳鼠
奇美跳鼠（学名：Chimaerodipus auritus），一种分布于中国西北地区的小型哺乳动物，是啮齿目跳鼠科中的单型属单型种。模式产地为宁夏西吉。
本种的分类地位十分特别，但从形态上看，奇美跳鼠是跳鼠亚科（Dipodinae）中一个近乎理想的祖先形态，但其遗传上却是一个相对年轻的类群。奇美跳鼠的分子和形态结果之间的差异，证明了跳鼠亚科的高级阶元中存在大量的平行性特征。